# جعفر أباد (بيرتاج)
جعفر أباد (بالفارسية: جعفرآباد) هي قرية تقع في إيران في قسم بیرتاج الريفي. يقدر عدد سكانها بـ 141 نسمة .